# Sybrand van Beest

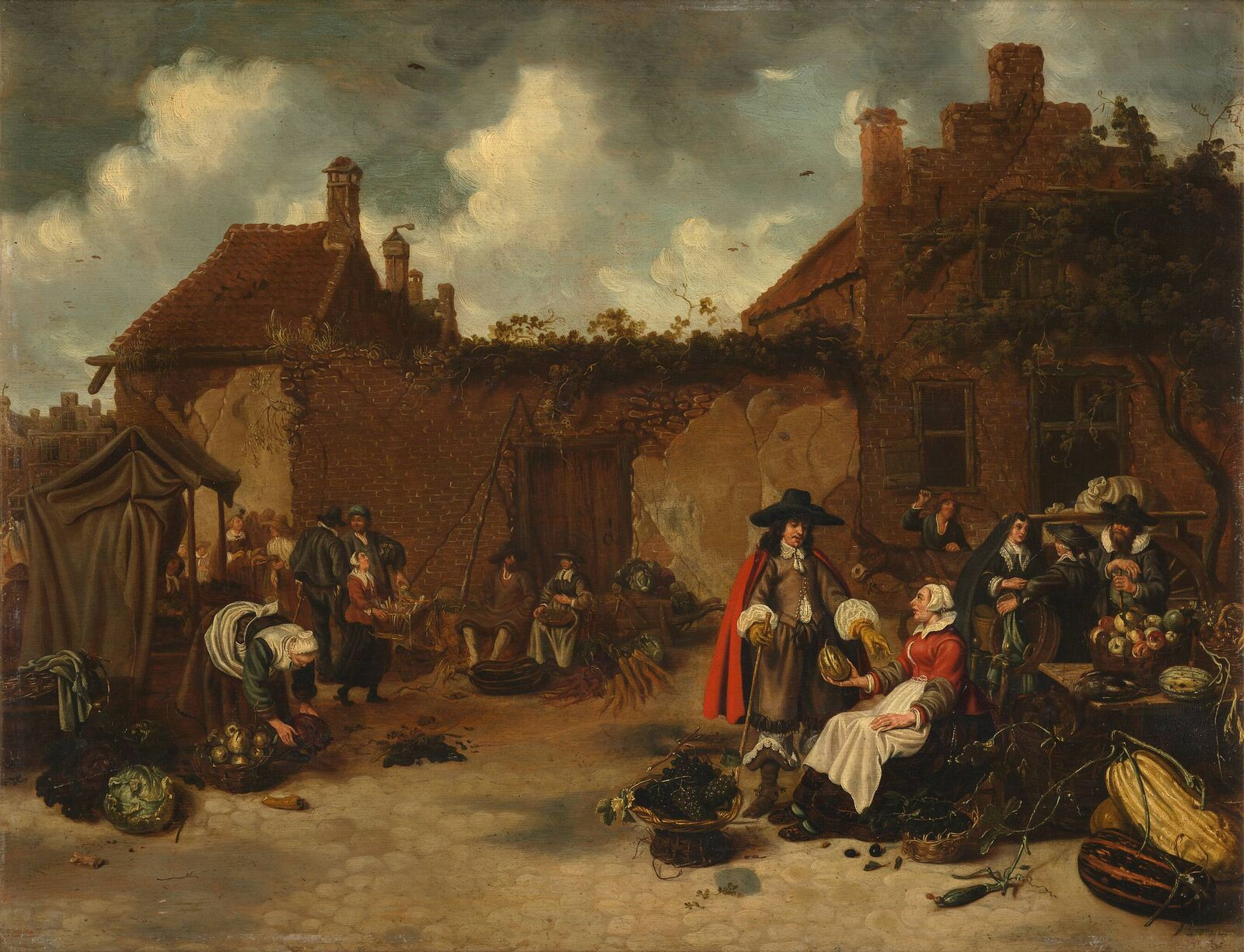
Mercato ortofrutticolo (1652)

Sybrand o Sybrandt o Sybrant van Beest (L'Aia, 1610  circa – Amsterdam, 27 gennaio 1674  (sepolto)) è stato un pittore e disegnatore olandese del secolo d'oro.

## Biografia
Probabilmente allievo di Adriaen van de Venne e di Pieter van Veen, operò all'Aia dal 1639 al 1663. Inizialmente segretario dell'illustre avvocato Pieter van Veen e, sull'esempio di questi, pittore, entrò a far parte della Corporazione di San Luca della sua città nel 1640 e nel 1656 fu tra i fondatori della Confrerie Pictura. Nel 1659 e nel 1662 ne fu presidente, decano nel 1662 e di nuovo presidente nel 1663. Dal 1670 al 1674 fu segnalata la sua presenza in Amsterdam. Il suo primo dipinto conosciuto fu una rappresentazione dell'ambasciata moscovita durante gli stati generali (4 novembre 1631).
Realizzò principalmente ritratti, paesaggi, in particolare urbani, nature morte, soprattutto di frutta, rappresentò soggetti di genere e storici. I suoi paesaggi presentano reminiscenze di Jan van Goyen, mentre nelle sue pitture di genere si evince l'influenza di Isaak van Ostade.
È noto per le sue scene di genere rappresentanti paesaggi urbani animati, in particolare mercati, delle quali si trovano buoni esempi nei musei di Amsterdam (1646), Rotterdam (1652), Stoccolma (1668), Stoccarda e Douai e in collezioni nel Liechtenstein e a Vienna (1638).

## Opere
- Mercato ortofrutticolo, olio su tavola, 50,5 x 67,5 cm, 1652, Museo Boijmans Van Beuningen, Rotterdam
- Mercato ortofrutticolo, olio su tavola, 47 x 63 cm, 1646, Rijksmuseum, Amsterdam[3]
- Strada dell'Aia, olio su tela, 92,5 × 96,5 cm, 1650 circa, Castello Reale, Varsavia[4]
- L'ambasciata moscovita durante gli Stati generali del 1631, Rijksmuseum, Amsterdam[2]
- L'imbarco di Maria de' Medici a Scheveningen, 1644, Stedelijk Museum, L'Aia[2]

## Galleria d'immagini

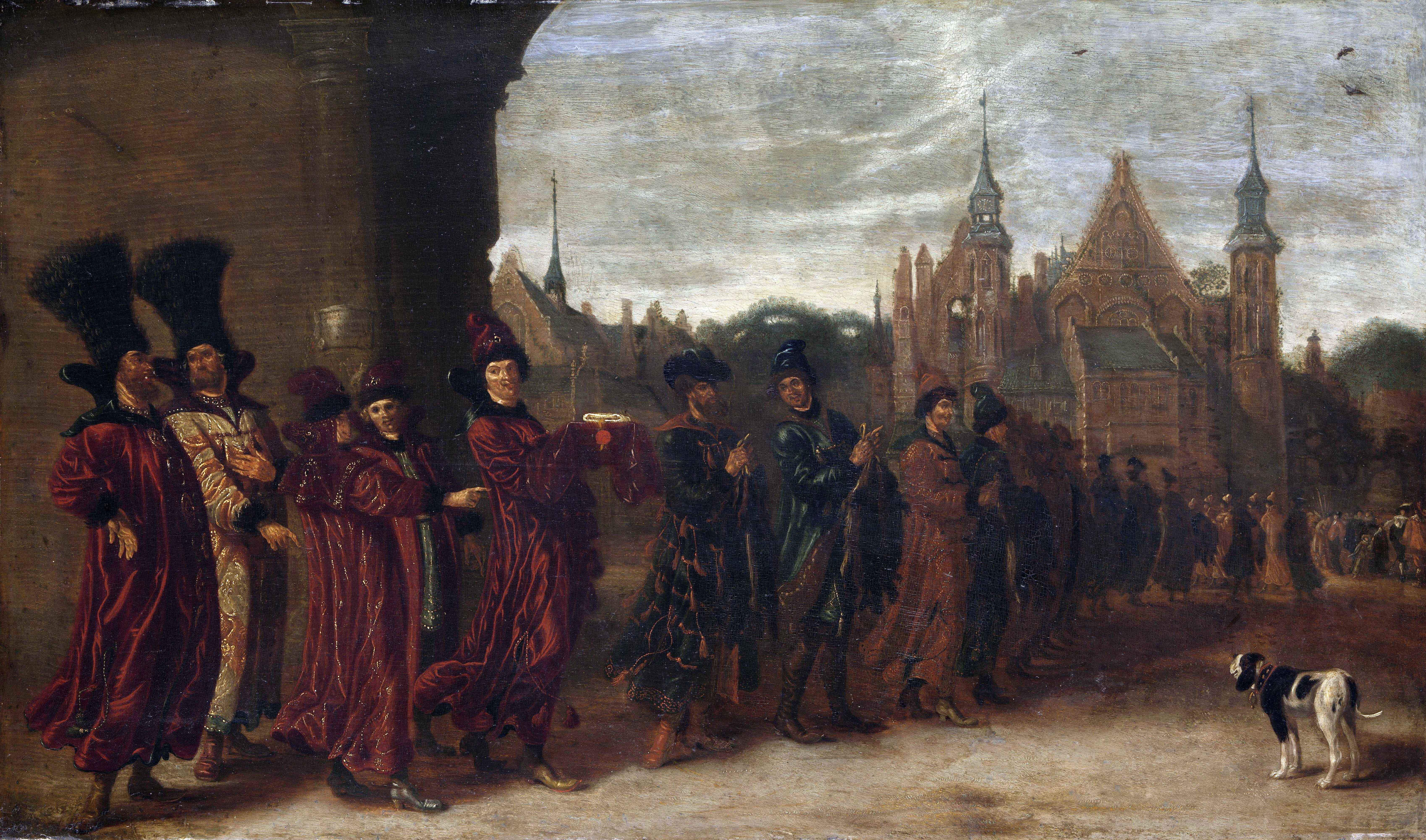
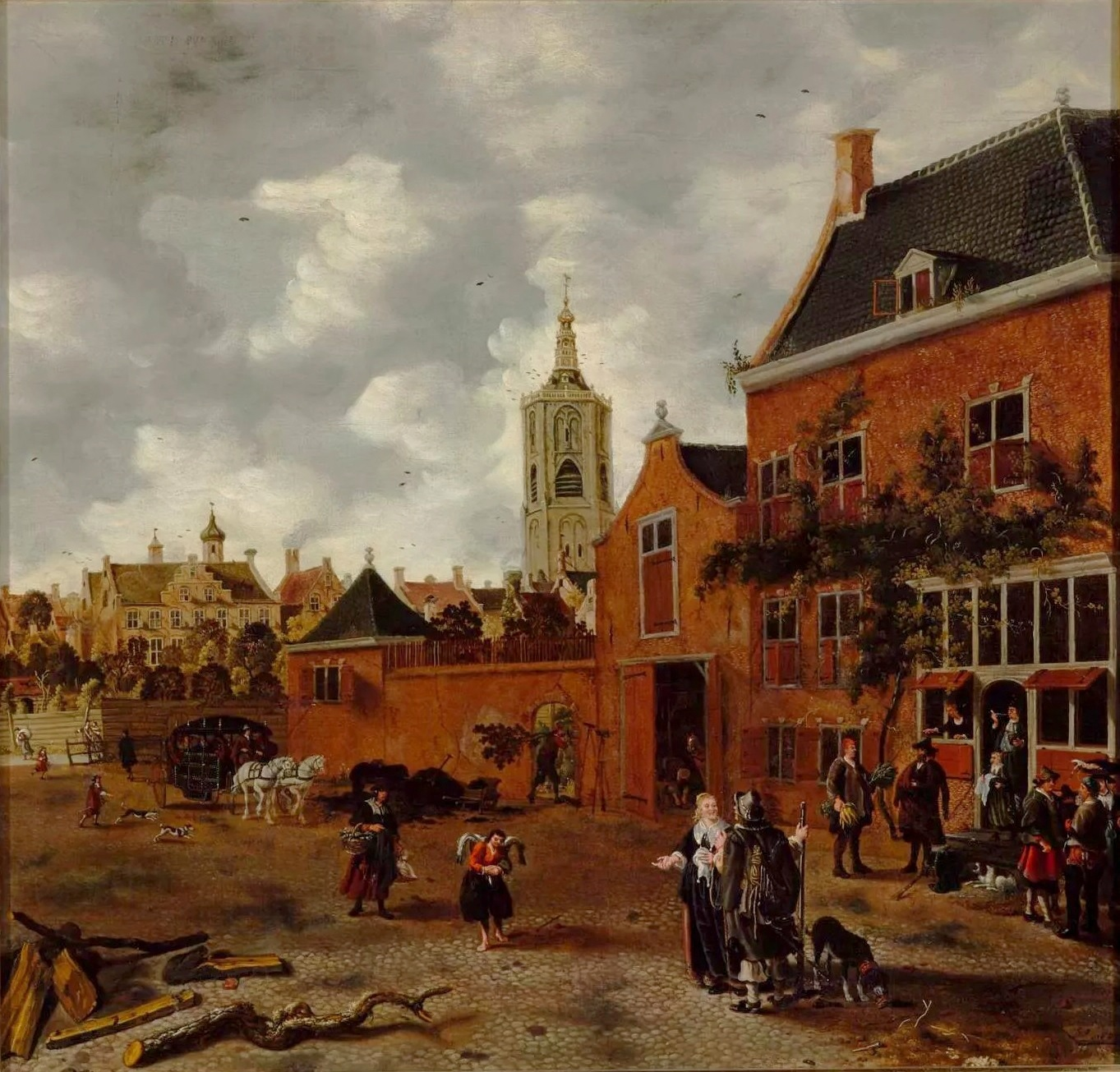
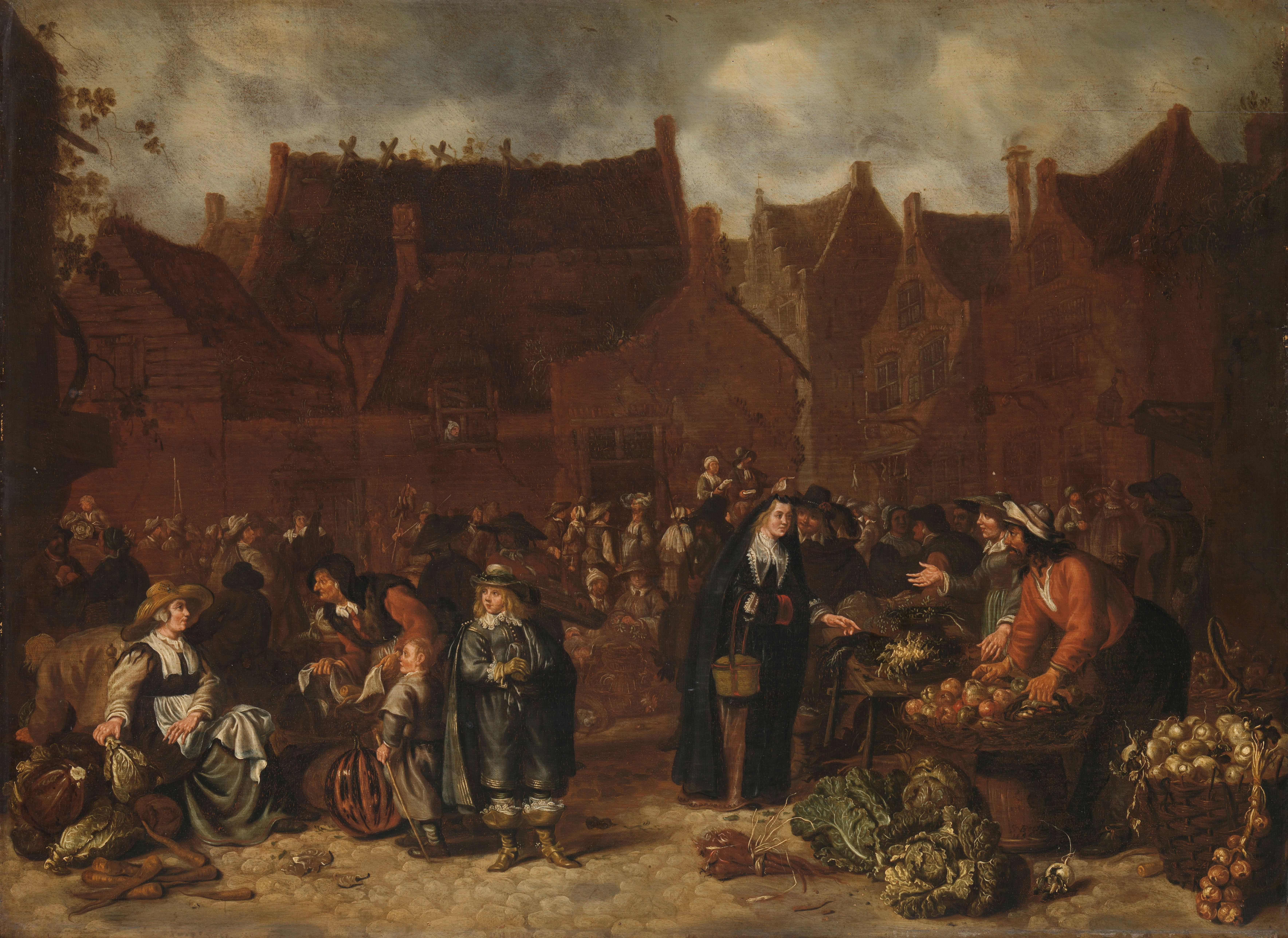